# Boleophthalmus pectinirostris
A Boleophthalmus pectinirostris a csontos halak (Osteichthyes) főosztályának a sugarasúszójú halak (Actinopterygii) osztályába, ezen belül a sügéralakúak (Perciformes) rendjébe, a gébfélék (Gobiidae) családjába és az iszapugró gébek (Oxudercinae) alcsaládjába tartozó faj.

## Előfordulása
A Boleophthalmus pectinirostris előfordulási területe a Csendes-óceán északnyugati részén van. A következő országok és régiók partjain lelhető fel: Kína, a Koreai-félsziget, Japán és a Kínai Köztársaság.

## Megjelenése
Ez a halfaj legfeljebb 20 centiméter hosszú, de 7 centiméteresen már felnőttnek számít. A hátúszóján 24-31 sugár, míg a farok alatti úszóján 24-30 sugár ül. Az oldalvonalán 84-123 pikkelye van. A tarkója tájékán 26-48 pikkely látható. Az állkapocscsontján levő fogakon kis dudorok láthatók. A nagy szemei magasan kiállnak a fejéből.

## Életmódja
Trópusi halfaj, amely egyaránt megtalálható az édes, sós- és brakkvízben is; a víz alá is lemerül. A levegőből veszi ki az oxigént. A 26-30 Celsius-fokos vízhőmérsékletet és a 8-8,5 pH értékű vizet kedveli. A dagályidején az üregében rejtőzik, míg apálykor az iszapban keresi a táplálékát, amely kovamoszatokból áll.
Legfeljebb 4 évig él.

## Felhasználása
A Boleophthalmus pectinirostrist csak kisebb mértékben halásszák. Az emberi táplálkozásra alkalmas; de főleg a hagyományos kínai orvoslás céljára fogják be.

## Képek

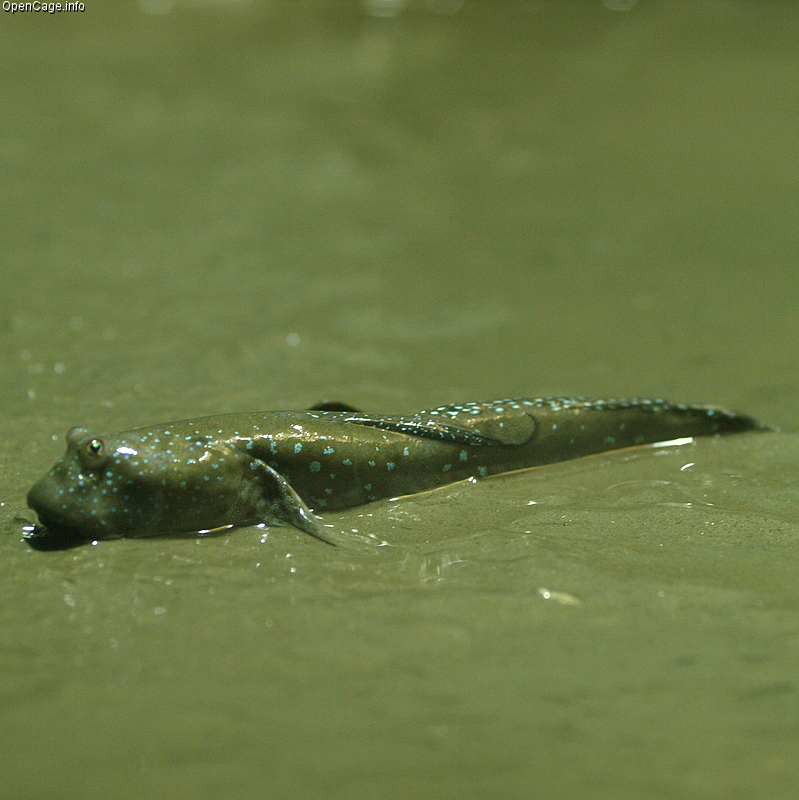
A természetes élőhelyén
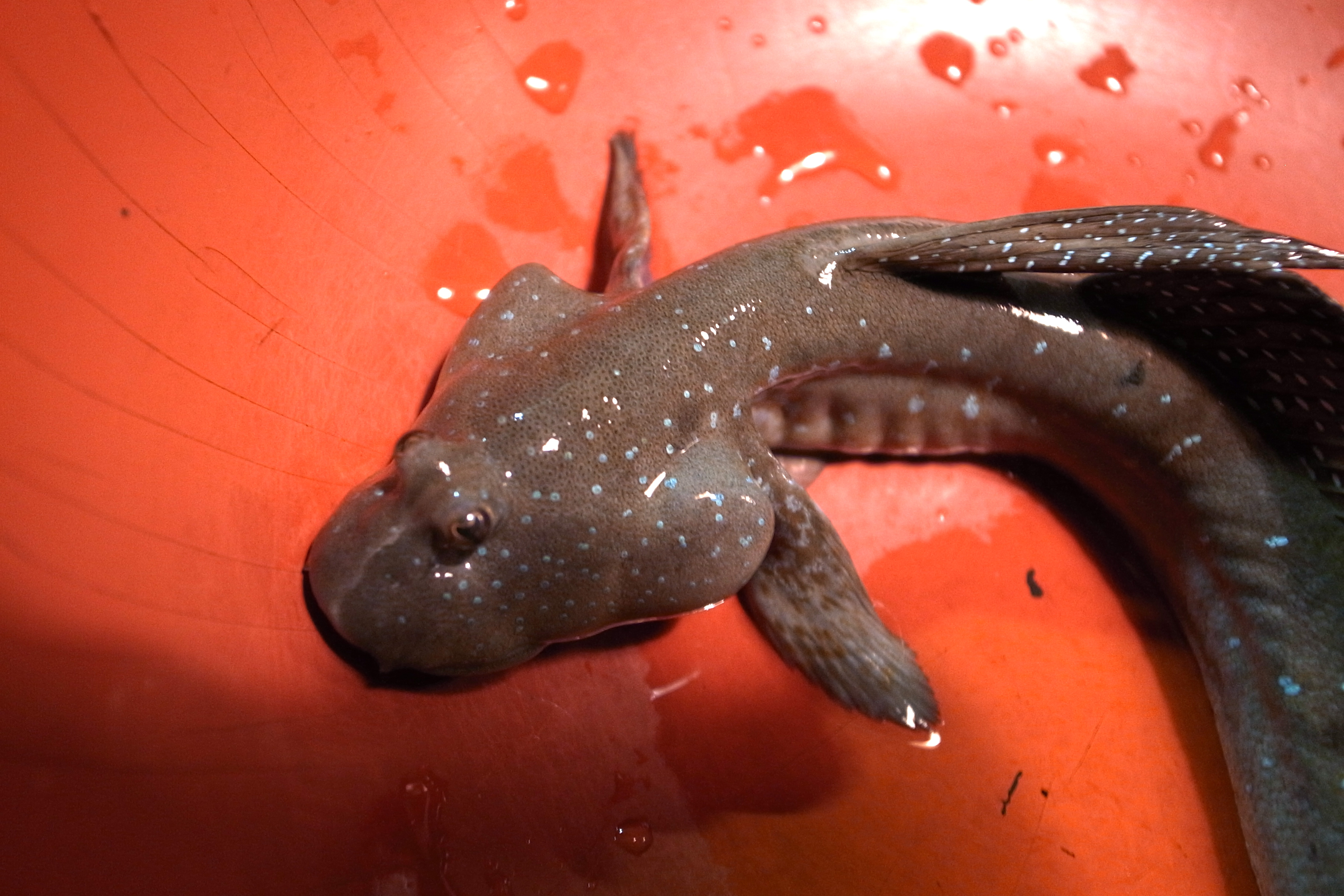
A hal közelről